# 封辯
封辩（？—471年），北魏青州高阳人。
471年八月，北魏孝文帝拓跋宏刚刚接受父亲献文帝拓跋弘禅位，即位为皇帝，九月壬午，青州高阳人封辩聚众千余人反魏，自称齐王，青州军队将封辩讨灭。